# Stanisław Sikorski (polityk)
Stanisław Paweł Sikorski (ur. 28 kwietnia 1949 w Jarocinie, zm. 29 stycznia 2015 w Warszawie) – polski polityk i nauczyciel, senator III kadencji.

## Życiorys
Syn Romana i Haliny. Ukończył w 1969 Studium Nauczycielskie w Kaliszu, a w 1975 studia trenerskie na Akademii Wychowania Fizycznego w Poznaniu. Pracował jako nauczyciel wychowania fizycznego w Specjalnym Ośrodku Szkolno-Wychowawczym w Kaliszu, w 1990 został dyrektorem tej placówki.
W latach 1993–1997 sprawował mandat senatora III kadencji wybranego z listy Sojuszu Lewicy Demokratycznej w województwie kaliskim. Był członkiem Komisji Kultury, Środków Przekazu, Wychowania Fizycznego i Sportu oraz Komisji Nauki i Edukacji Narodowej. W 1997 nie uzyskał reelekcji. Był później wicekuratorem oświaty. W 2006 przeszedł na emeryturę.
Był zaangażowany w działalność stowarzyszeń sportowych. Pozostał po odejściu z parlamentu działaczem SLD. W 2008 ponownie został wybrany do władz miejskich tego ugrupowania, jednak niedługo później zawiesił członkostwo w partii.
W 1997 odznaczony Krzyżem Kawalerskim Orderu Odrodzenia Polski.
Pochowany na cmentarzu parafialnym w Jarocinie.